# Flemming Andersen
 Flemming Andersen (ur. 2 czerwca 1968 w Kopenhadze) – duński rysownik, uznawany za jednego z najpopularniejszych twórców komiksów z postaciami znanymi z uniwersum Kaczora Donalda.
Młody rysownik, mimo iż nie ukończył żadnej szkoły plastycznej, od dzieciństwa marzył o tym by móc, podobnie jak jego idol, Carl Barks, tworzyć własne komiksy. Marzenie spełniło się w roku 1991, kiedy nawiązał współpracę z duńskim wydawnictwem Egmont.
W 2004 ukazał się w Polsce specjalny numer tygodnika "Kaczor Donald", poświęcony wielkiej pasji rysownika - motoryzacji. Wszystkie umieszczone w tomiku historyjki narysowane zostały przez Flemminga Andersena, autorem scenariuszy był Per Hedman.
Do lipca 2018 stworzył rysunki dla 255 duńskich prac.

## Wybrane komiksy
| Rok  | Tytuł oryginalny              | Tytuł polski                | Scenariusz                                            | Sygnatura  | Link   | Uwagi |
| ---- | ----------------------------- | --------------------------- | ----------------------------------------------------- | ---------- | ------ | --- |
| 1990 | The Thief from Baghdad        | Ksiażę i złodziej           | Koala                                                 | D 90168    | [ 5 ]  | Historyjka ma 115 stron |
| 1993 | The Big Race                  | Wielki wyścig               | Flemming Andersen                                     | D 93364    | [ 6 ]  | |
| 1995 | The Grapes Of Wrath           | Winogrona gniewu            | Spectrum Associates (David O'Connor i Eddie O'Conner) | D 95114    | [ 7 ]  | |
| 1995 | Lost Valley                   | Świątynia małp              | Spectrum Associates (David O'Connor i Eddie O'Conner) | D 95208    | [ 8 ]  | |
| 1996 | Insomnia In Duckburg          | Bezsenność w Kaczogrodzie   | Henrik Rehr                                           | D 96312    | [ 9 ]  | |
| 1997 | Caution — Artist At Work      | Artysta alternatywny        | Terry LaBan                                           | D 97466    | [ 10 ] | |
| 1998 | D-Day                         | Pustki w skarbcu moim       | Flemming Andersen                                     | D 98046    | [ 11 ] | D-Day to inna nazwa lądowania w Normandii w 1944. Polski tytuł nawiązuje do słynnego wersu z Trenów Jana Kochanowskiego (Wielkieś mi uczyniła pustki w domu moim, Moja droga Orszulo, tym niknieniem swoim). |
| 1999 | Kappa! Kappa! Kappa!          | Tu się zgina miecz ronina   | Carol McGreal, Pat McGreal                            | D 99287    | [ 13 ] | Kappa to postać z kultury japońskiej. |
| 2000 | Blue Rain                     | Niebieski deszcz            | Lars Jensen                                           | D 2000-060 | [ 15 ] | Podseria: Centralna Agencja Paranormalna |
| 2000 | Return To TNT                 | Kosmiczna draka             | Lars Jensen                                           | D 2000-106 | [ 16 ] | Podseria: Centralna Agencja Paranormalna |
| 2001 | Pit Stop Problems             | Tu chodzi o pieniądze       | Per Hedman                                            | D 2001-115 | [ 17 ] | Podseria: Formuła 1 |
| 2002 | Let's Get Kraken              | Kaczory i potwory           | Lars Jensen                                           | D 2002-139 | [ 18 ] | Podseria: Centralna Agencja Paranormalna. W komiksie wspomniany jest legendarny potwór morski, Kraken. |
| 2003 | The Laziest Plant In Duckburg | Ziarnko do ziarnka          | Michael T. Gilbert                                    | D 2003-161 | [ 19 ] | |
| 2003 | Goosebusters                  | Zamek, w którym nie straszy | Lars Jensen                                           | D 2003-170 | [ 20 ] | Podseria: Centralna Agencja Paranormalna. Oryginalny tytuł nawiązuje do Pogromców duchów (ang. Ghostbusters) – amerykańskiego horroru komediowego z 1984 w reżyserii Ivana Reitmana.                         |
| 2006 | Flying Home                   | Dom latających kaczorów     | Per Hedman                                            | D 2006-376 | [ 21 ] | Polski tytuł nawiązuje do filmu z 2004 roku pt. Dom latających sztyletów, w reżyserii Zhang Yimou. |
| 2010 | Midsummer Mystery             | Zagadka Kurzej Stopy        | Per Hedman                                            | D 2010-055 | [ 22 ] | Zagadki Donalda. |
| 2015 | Fear Itself                   | Straszne straszydło         | Byron Erickson                                        | D 2015-106 | [ 23 ] | Podseria: Centralna Agencja Paranormalna |